# Jeanine Bapst
Pour les articles homonymes, voir Bapst.
Jeanine Bapst, née le 11 septembre 1968 à Riaz, est une sportive de ski-alpinisme. Depuis 2012 Jeanine Bapst est accompagnatrice de randonnée au sein de l'ASGM (Association Suisse des Guides de Montagne). 

## Résultats
- 2001 :
  - 2e de la Coupe de Suisse en scratch[2]
  - 2e du Trophée des Gastlosen avec Hélène Romagnoli[2]
- 2003 :
  - 2e du Trophée des Gastlosen avec Maroussia Rusca[3]
- 2004 :
  - 2e des Championnats du monde par équipe avec Isabella Crettenand-Moretti[4]
  - 3e du Trophée des Gastlosen avec Marie Troillet[5]

- 2005 :
  - 3e du Trophée des Gastlosen avec Marie Troillet[6],[7]

- 2006 :
  - 3e du Trophée des Gastlosen avec Gabrielle Magnenat[8]

### LaPatrouille des Glaciers
- 2000 : 4e avec Hélène Romagnoli et Ingrid Maret
- 2004 : 2e avec Andrea Zimmermann et Gabrielle Magnenat

### LaPierra Menta
- 2003 : 7e avec Annick Rey
- 2005 : 5e avec Andrea Zimmermann